# Ryszard Babicki
Ryszard Babicki (ur. 1 stycznia 1927 w Baranowiczach, zm. 16 grudnia 2010 w Poznaniu) – polski naukowiec, profesor, specjalista w zakresie chemicznej technologii drewna, członek Polskiej Akademii Nauk, oficer Orderu Odrodzenia Polski.

## Życiorys
Od 1948 roku należał do PZPR. W 1952 ukończył naukę na Wydziale Rolno-Leśnym Uniwersytetu Poznańskiego. W 1960 otrzymał stopień doktora nauk rolno-leśnych a w 1967 – doktora habilitowanego nauk technicznych. W 1972 decyzją Rady Państwa nadano mu tytuł profesora nadzwyczajnego a w 1978 – profesora zwyczajnego.
W latach 1970–1991 pełnił funkcję dyrektora Instytutu Technologii Drewna w Poznaniu. W 1983 został członkiem korespondentem, a w 1994 – członkiem rzeczywistym Polskiej Akademii Nauk. W 2004 otrzymał tytuł doktora honoris causa Akademii Rolniczej w Poznaniu. Odznaczony Krzyżem Kawalerskim i Oficerskim Orderu Odrodzenia Polski oraz Złotym i Srebrnym Krzyżem Zasługi. W 2000 został uhonorowany przez V Wydział PAN Medalem im. Michała Oczapowskiego.
Został pochowany na cmentarzu Miłostowo w Poznaniu w alei zasłużonych.

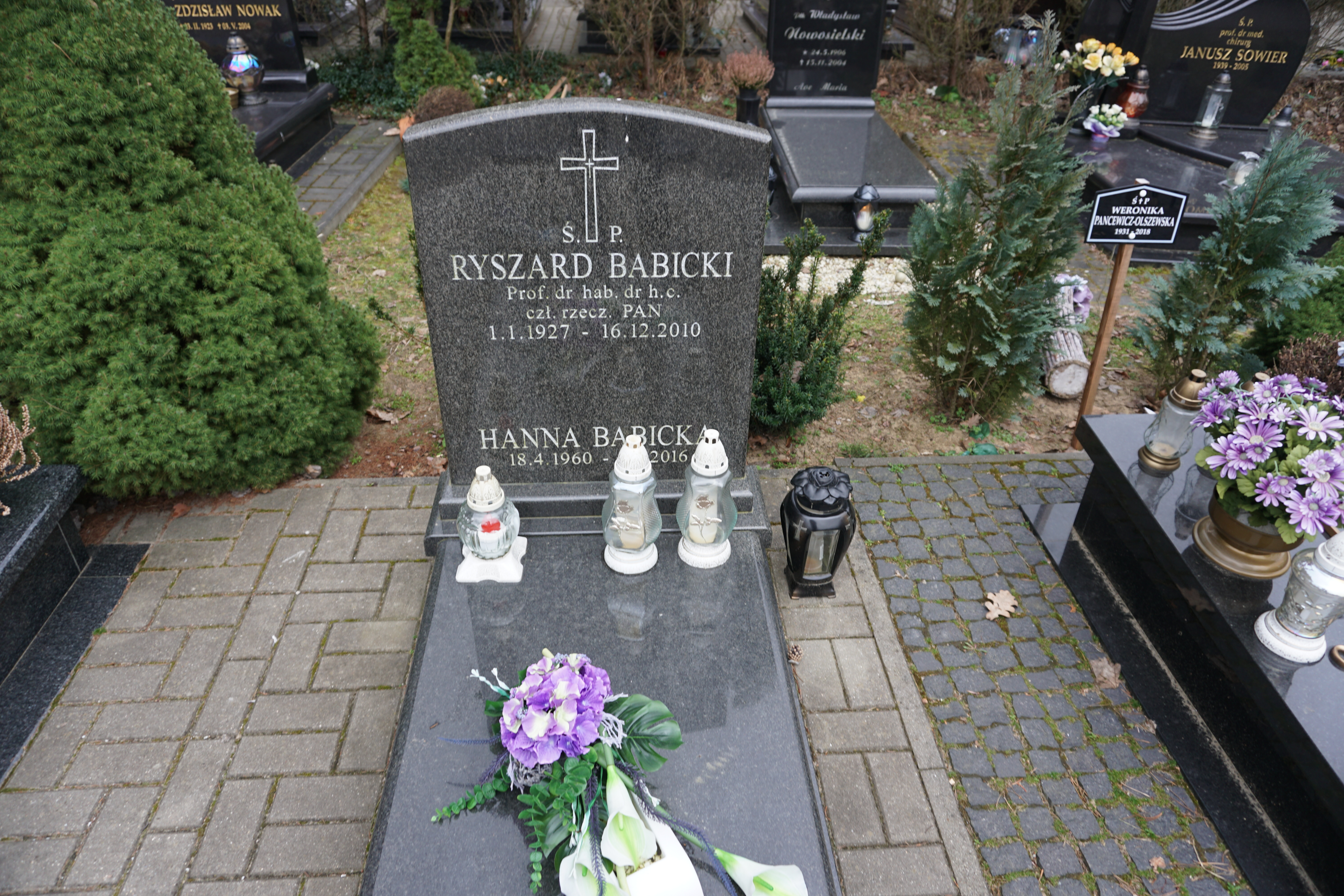
Grób prof. Ryszarda Babickiego na cmentarzu Miłostowo w Poznaniu

Dorobek naukowy Babickiego obejmuje ponad 200 publikacji, w tym 70 rozpraw naukowych i 3 monografie. Jest także autorem 18 patentów.